# Opus-5
Opus-5 – kanadyjski zespół, wywodzący się z nurtu rocka symfonicznego i rocka progresywnego, powstały i działający w Montrealu w latach 1976–1977.

## Historia
W skład grupy wchodzili: Luc Gauthier (gitara, śpiew), Olivier Duplessis (instrumenty klawiszowe, śpiew), Christian Racine (gitara basowa, śpiew), Serge Nolet (flet) i Jean-Pierre Racicot (perkusja). Zespół podpisaał kontrakt płytowy z wytwórnią Quality's Celebration i w 1976 roku nagrał swój debiutancki album, zatytułowany Contre-Courant. Wydawca ten odniósł sukces, wydając wcześniej, pierwsze dwie płyty zespołu Harmonium, który w 1975 roku podpisał kontrakt z CBS. Symfoniczny styl Opus 5, grupy o ogromnym potencjale – czasami przypomina brzmienie tejże formacji. A ponieważ wytwórnia Quality Records straciła swoją gwiazdę, więc prawdopodobnie poszukiwała i w efekcie znalazła zespół o podobnym stylu muzycznym. Pięć utworów zawartych na debiucie Opus-5 to długie i zróżnicowane pod względem formy kompozycje. Są one pełne urokliwych melodii z przenikliwymi partiami wokalnymi, dominującymi tutaj pasażami fletu oraz unikalnymi partiami perkusji Racicota, które można powiedzieć, podążały za jego indywidualnym poczuciem rytmu. Krytycy porównywali także i Opus-5 do innych kanadyjskich formacji, takich jak Harmonium, Maneige czy Sloche. Zauważali też pewne muzyczne wpływy Gentle Giant i Jethro Tull. 
W 1977 roku trasa koncertowa zespołu po małych klubach, poprzedziła nagranie drugiego albumu, o roboczym wówczas tytule Sérieux Ou Pas. Większość utworów została skomponowana przez Duplessisa i są one oparte głównie na jego fortepianowych utworach do których pozostali członkowie grupy – dogrywali swoje partie instrumentalne. Przed końcem jego nagrywania, wytwórnia Quality's Celebration zbankrutowała, tak więc drugi album Opus-5, nie ukazał się w roku 1977 na płycie winylowej, co w efekcie doprowadziło do rozpadu formacji. 
Gauthier i Racine założyli zespół pod nazwą Concert, który nagrał w 1980 roku, album dla CBS (wydano także dwa singiel) o tej samej nazwie i równie szybko przestał istnieć, tak jak się narodził, ponieważ fala rocka progresywnego w Kanadzie już w dużej mierze zanikła, zaś moda na muzykę dyskotekową przyćmiewała w tamtym czasie, ambitniejszą twórczość. W 80., Luc Gauthier współpracował później z Gerrym Bouletem z formacji Offenbach oraz z kilkoma innymi znanymi muzykami z Quebecu, ostatecznie rozpoczynając działalność swojego studia nagraniowego. 
Dopiero w 1989 roku ukazał się po raz pierwszy (już na płycie kompaktowej), drugi album Opus-5 pt. Sérieux Ou Pas. A także debiut zespołu Contre-Courant (obydwa krążki poza Kanadą, ukazały się jedynie w Japonii).

## Dyskografia

### Albumy
- 1976: Contre-Courant (LP, Quality Records)
- 1989: Sérieux Ou Pas (CD, Disques L'Aller-Retour)

### Single
- 1977: Sérieux Ou Pas (SP, Quality Records)